# たくろあ航海日誌
「たくろあ航海日誌」（- こうかいにっし）は、BEAT☆Net Radio!にて配信されていたインターネットラジオ番組。全35回。2006年1月からの『タクティカルロア』のアニメ放送に先駆けて2005年11月4日より配信が開始され2006年6月30日配信で最終回を迎えた。
パーソナリティは美咲七波役の中原麻衣と深水さんご役の植田佳奈。

## 概要
- 配信：2005年11月4日から2006年6月30日までの毎週金曜日。常に最新の2回分が配信されていた。但し金曜日が祝日の場合(第8回や第27回)は、直前の平日に配信。9月29日、10月5日も配信
- 制作：バンダイビジュアル

たくろあ航海日誌(配信データに含まれるメタデータでは、「タクティカル・ロア～たくろあ航海日誌～」と表記される)は、テレビアニメーション『タクティカルロア』に関連したネットラジオである。2006年1月にテレビ放送が開始された『タクティカルロア』本編より、3ヶ月先行した2005年10月21日に15分番組としてプレオープン放送が開始され、同年11月4日に本放送に移行して30分番組となった。番組パーソナリティは、本編における護衛艦パスカルメイジ艦長 美咲七波二等海佐役の中原麻衣と、同艦統括機関長 深水さんご三等海佐役の植田佳奈である。
番組の内容は、パーソナリティの二人が、相互にボケ、突っ込みの役回りをこなし、時としてギスギスした感覚を演出した引っ掛けも行うなど、ネタとも天然とも台本とも判別しづらいトークを繰り広げるお笑い番組である。番組構成は、オープニングコントに始まり、三つのレギュラーコーナー (「ゆきゆきて、撃沈!」、「パスカルメイジ武器研究所」、「今週のひみつ☆作戦」)、告知コントという流れが標準である。
番組中のコントでは、「ただいまより、追跡してくる艦艇をイリーガルと認定。総員戦闘配置。」や「プロパルサートルクに注意。」という台詞が繰り返し使用された。そのため、本編の深刻な状況でこれらの台詞が使われた際、意図せず笑いを込み上げさせるという副作用ももたらした。
オープニングコントは、「ただいまより、追跡してくる艦艇をイリーガルと認定。総員戦闘配置。」「アイ、ショーティ!」という決り文句で始まり、七波(中原)がさんご(植田)にアドリブで芸や回答を強要するという内容である。プレ放送の第1回に開始された。
稀に以下のように他のスタイルをとる場合がある。
- 冒頭の台詞が異なる。(プレ放送第2回)
- さんごが七波にもラップを復唱させる。(第1回)
- 「プロパルサートルクに注意」で始まり、さんごが七波にギャグを強要する。(第7回と第34回)
- 中原を名乗る植田が一人コントを行う。(第11回)
- 美晴(中原によるモノマネ)が、ターニャ(植田によるモノマネ)に回答を強要する。(第19回)
- なぜか連続三週間、ずっと“必ず”第一発で出る一人ロシアンルレットをやる。 (第28回から第30回まで)

告知コントは、さんごによる日記の読み上げというスタイルで始まる、七波(中原)とさんご(植田)のやりとりである。レギュラーコーナーと同じく本放送の第1回に開始された。七波とさんごの二人を様々な状況におき、台詞を告知事項に置き換えることによりギャグ化するという手法がよく使われる。初期には、告知事項を何度も反復することによる繰り返しギャグが多かったが、徐々にシチュエーションで笑わせるものに変化した。その結果、告知コントにおける七波とさんごの性格は、本編とは全く違うものに豹変した。

## ゲスト
- #14 yozuca*

『タクティカル・ロア』オープニングテーマ 「たったひとつだけ」ボーカル担当。
番組中では、「塩辛といちごが大好きでジュリア・ロバーツになってみたい注目の女性シンガー」を枕詞に用いて紹介される。
「これリハじゃないですよね。」 / 「ここ本番ですよね。」
- #20,21 小林由美子

護衛艦パスカルメイジ情報統括長 海里美晴三等海佐役。
「あと、私がいるから、まだ。ほんとねー、何このギスギス感。なーに、このギスギス感。びびったよ、びびったよ。」 / （また来てくれるか、という問いに対して）「呼んで呼んで、たまに。」
- #24,25 高橋美佳子

護衛艦パスカルメイジ飛行長 綿摘翼三等海佐役。
「何このちょっとこう、標的見つけちゃったみたいな、なんか。」 / 「すごい今、素になっちゃった。」
- #26,27 パスカルメイジのアダルトチーム
  - 夏樹リオ

護衛艦パスカルメイジ砲雷長 クレイオ・アクアノート三等海佐役。
「言い馴れないこと言ったでしょ、今。」 / 「なんで笑うんですか。」 / 「ボーブー。」
  - 皆川純子

護衛艦パスカルメイジ衛生長 島原看取三等海佐役。
「これはー、ちょっとこれすいません。質問、質問、質問、質問、質問。」
- #32・33菅沼久義

小笠原技研社員 凪宮漂介役。
- #33 特別ゲスト：福山潤
- ゲストは1回目は途中から、2回目は最初から最後までの出演となるのが恒例。

## コーナー
- ゆきゆきて、撃沈！(#35を除く)

"弱きを助け強きをくじく。頑張っているのに報われない、あなたの撃沈をたたえる"コーナー。リスナーより送られてくる、報われなかったり悲惨だったりするエピソードを「撃沈！」「やや沈」「へな沈」の3段階で中原麻衣が評価する。コーナーの最後に今週の撃沈大賞が選ばれる。
- パスカルメイジ武器研究所(#35を除く)

アニメ本編に登場する護衛艦「パスカルメイジ」をリスナーより送られてくる新兵器のアイデアをもって強化しようというコーナー。コーナーの最後に今週の最優秀ウェポンが選ばれる。最優秀ウェポンは、それがアニメ本編に反映されるよう、パーソナリティの二人がプロデューサーや脚本家に交渉してくれるらしい。
- 今週のひみつ☆作戦

リスナーから送られてくる指令を、パーソナリティの二人が全力をもってこなしていくコーナー。ゲストが来るときはフリートークに差し替えられることがある。

## もどってきた!?たくろあ航海日誌
- 2015年12月24日に発売する、Blu-ray BOX発売を記念してあの番組の特別番組を配信する。YouTubeのバンダイビジュアル[1]にて全2回で以前のメンバーや過去の番組のコーナーをする。
- パーソナリティは美咲七波役の中原麻衣と深水さんご役の植田佳奈。
- 第1回（2015年11月4日）
- 第2回（2015年12月23日）